# Orfeó Catalònia
|  | Aquest article tracta sobre la sala de cinema de Cornellà de Llobregat. Si cerqueu el del Raval de Barcelona, vegeu «Cinema Padró». |

L'Orfeó Catalònia és un orfeó i centre cultural del barri Pedró de Cornellà de Llobregat. Va ser fundat l'any 1932 a iniciativa dels veïns del barri, i entre les dècades dels 50 i els 60 va acollir-hi també el cinema Pedró.

## Història

### Fundació i primers anys durant la Segona República
A principis dels anys 30 van començar a ubicar-se al barri, procedents de Barcelona, moltes famílies que estiuejaven allotjades a cases situades entre els conreus de secà que hi havia a la zona, la majoria obreres. La manca d'altres activitats d'oci i la passió compartida pel cant i la terra va fomentar que el nombre de cantaires s'incrementés progressivament, i que en un primer moment es reunissin sota la Bella Estrella, una torre coneguda a la zona i on assajaven sota la batuta de Faust Pintó, músic veí del barri.
A mesura que el grup anava creixent es va acusar la manca d'espai i van decidir llogar una habitació al bar de Quimet Mayor, ubicat al carrer de Josep Torras i Bages. No obstant això, amb l'objectiu de promoure i augmentar el nombre d'activitats, els socis van decidir comprar un solar al barri i iniciar la construcció d'una seu pròpia per a l'entitat. Els mateixos associats van ser els encarregats de col·laborar en l'edificació de la seu, que van enllestir al cap de dos anys, el 1932, i que en un primer moment va disposar de cafè, sala d'actes i pati, tot esdevenint una de les entitats amb més potencial a la ciutat d'aquella època. L'entitat es va constituir definitivament el 12 de juliol d'aquell mateix any.
Les activitats es concentraven els caps de setmana amb la participació d'adults i infants. En alguna ocasió, el tenor Emili Vendrell, resident ocasional del barri, hi havia cantat alguna de les seves cançons. L'any 1936 el Comitè de Dones Antifeixistes va organitzar-hi sessions de teatre, concerts, balls i sardanes amb l'objectiu de recaptar fons per ajudar els refugiats i les milícies en col·laboració amb el Socors Roig Internacional.

### Activitat en l'època del Franquisme
A conseqüència de la repressió franquista, l'any 1939 l'entitat va ser clausurada durant vuit anys. El 1947, alguns veïns del barri van aconseguir recuperar algunes activitats gràcies l'obtenció de permisos i avals necessaris. Ben aviat l'orfeó va reprendre el dinamisme amb excursions i amb la interpretació de cançons escollides per Pere Mañé per part de la coral. Els anys 50 també es va fundar el cinema Pedró, situat a la sala d'actes de l'edifici i que donava cobertura al barri juntament amb el cinema Edison.
Decennis després, el setembre de 1972 l'Orfeó va organitzar el Festival Internacional de Cant Coral. Hi van participar les formacions Madrigalchor Forchheim (Alemanya), Ulfts Manekoor (Països Baixos), Ceska Pisen (Txecoslovàquia) i la Capella de Música Burés. La contribució d'una associació d'unestat afí comunisme com va ser la coral txecoslovaca feia palès l'oberturisme internacional a les acaballes de la dictadura.

### L'Orfeó en democràcia
L'any 1991 diversos socis de l'entitat, en col·laboració amb la Unió Excursionista de Catalunya i membres d'altres institucions de la ciutat com el Rugby Club Cornellà, el Patronat Cultural Recreatiu o les Joventuts d'Esquerra Republicana de Catalunya van contrïbuir a la fundació de la colla dels Castellers de Cornellà.
El 25 d'abril de 1999 es va inaugurar una nova seu de l'Orfeó en una nova ubicació del carrer de Josep Torras i Bages. Dotada amb més equipament públic i una sala de teatre, va tenir una inversió de 115 milions de pessetes (aproximadament 690.000 euros). El penell de la façana de l'edifici fou realitzat per l'escultor local Paulí Collado i Martínez.

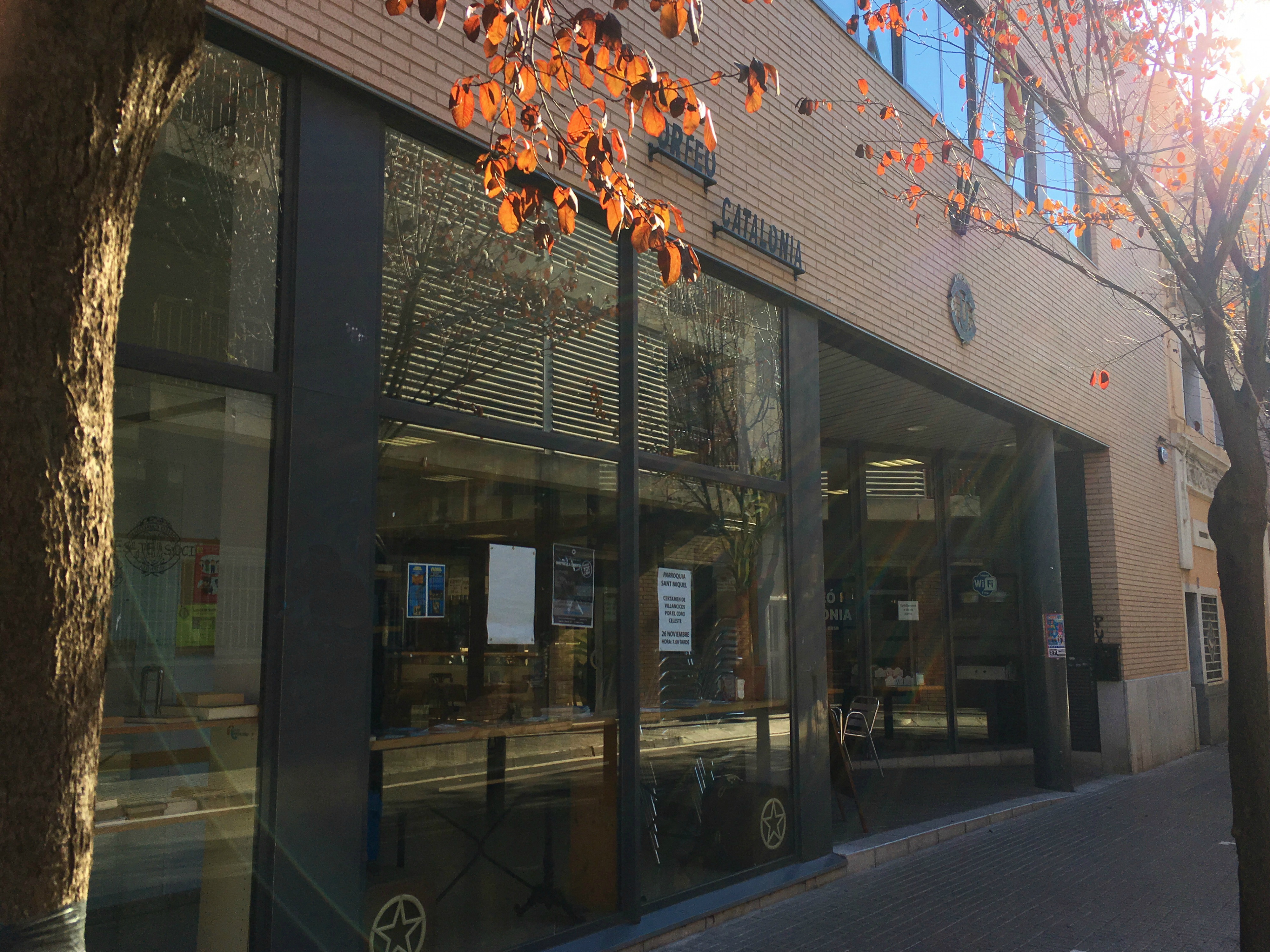
Instal·lacions de l'orfeó inaugurades l'any 1999.